# Prinz Eugen (Schiff, 1914)
Die SMS Prinz Eugen war ein Schlachtschiff der Tegetthoff-Klasse der k.u.k. Marine. Der Name geht auf den österreichischen Feldherrn Eugen von Savoyen zurück.

## Geschichte
Das Schiff wurde am 30. November 1912 in Triest vom Stapel gelassen und am 8. Juli 1914 in Dienst gestellt.
Am 7. August 1914 lief das Schiff zur Unterstützung des deutschen Großen Kreuzers Goeben aus; dieses Unternehmen wurde jedoch schon am 8. August abgebrochen. Am 23. Mai 1915 nahm die Prinz Eugen an der Beschießung der italienischen Küste um Ancona teil. Am 8. Juni 1918 nahm die Prinz Eugen am letzten Vorstoß der österreichischen Marine teil, der gegen die Otranto-Sperre geplant war. Dieser Vorstoß wurde aber nach dem Verlust des Schlachtschiffes Szent István abgebrochen.
Im Zeitraum vom 5. November bis 1. Dezember 1918 führte das Schiff kurzzeitig die italienische Flagge.
Die Prinz Eugen wurde 1920 Frankreich als Kriegsbeute zugesprochen und am 25. August desselben Jahres nach Toulon überführt. Ihr Ende fand die Prinz Eugen am 28. Juni 1922, als sie als Zielschiff von den französischen Schlachtschiffen France, Jean Bart, Paris und Bretagne mit schwerer Artillerie auf große Distanz versenkt wurde.

## Museale Rezeption
Die Geschichte der k.u.k. Kriegsmarine ist im Marinesaal des Heeresgeschichtlichen Museum in Wien im Detail dokumentiert, wobei sich in der Ausstellung ein Schnittmodell des Schwesterschiffs Viribus Unitis sowie zeitgenössische Darstellungen in Gemälden und Fotografien der Prinz Eugen befinden.